# روفوس غيلبرت
روفوس غيلبرت (بالإنجليزية: Rufus Gilbert)‏ هو مدرب كرة سلة أمريكي، ولد في 1885، وتوفي في 1962.

## وصلات خارجية
- روفوس غيلبرت على موقعبيزبول رفرنس.كوم (الدوري الثانوي) (الإنجليزية)